# Bukovac (Zagreb)
Bukovac ili Bukovec zagrebačko je gradsko naselje (kvart) smješteno na sjevero-istočnom dijelu grada. Pripada Gradskoj četvrti Maksimir.
Na Bukovcu prema popisu stanovništva (2011.) ima 6859 stanovnika. Površina naselja je 182,33 ha.

## Povijest naselja
Staro selo na istočnom dijelu (gradskog) prigorja često je bilo spominjano u starim zapisima. Po tim zapisima zna se da je 1344. godine Kaptol ustupio jedan dio sela novim doseljenicima s Nove Vesi.
Na Bukovcu su nekoć živjeli i kaptolski vinogradari.

## Danas
Naselje Bukovac prema podjeli ustanovljenoj Statutom Grada Zagreba 14. prosinca 1999. godine, administrativno pripada zagrebačkoj gradskoj četvrti Maksimir.
Na adresi Trnac 42 se nalazi OŠ Bukovac koja je prvotno nakon potresa u Zagrebu 2020. dobila oznaku privremeno neupotrebljivo i bila je riječ samo o obnovi zgrade, ali su roditelji učenika OŠ Bukovac odlučili organizirati peticiju za gradnju nove škole, koju je potpisalo 2700 građana, s obzirom na to da je škola s jedne strane značajno stradala u potresu, a s druge strane ta škola je već dulje vrijeme, odnosno 13 godina od 2007., čekala kompletnu rekonstrukciju i nadogradnju. Završetak izgradnje nove škole planiran je do pred kraj 2023. godine.
Prepoznatljiv simbol kvarta je i vodotoranj koji je trenutačno uklonjen zbog posljedica potresa (inače posljednji unutar nekog kvarta u Zagrebu, osim TŽV Gredeljevog).
ZET-ova autobusna linija 227 vozi u tom smjeru, s početnom postajom Svetice, a krajnjom Gračansko dolje.

## Zanimljivosti
Radnja jednog od najpoznatijih dječjih romana Zvonimira Milčeca "Zvižduk s Bukovca", upravo se odvija ovdje.